# 이광 (화가)
이광(Kwang Lee)
이광(Kwang Lee, 1970) 은 한국 태생의 화가로 독일 쿤스트아카데미 뒤셀도르프에서 마르쿠스 루퍼츠 교수지도를 받았다. 유럽과 한국을 오가며 현재 베를린에서 활동하고 있다.

## 웹사이트
www.kwanglee.net

## 생애
1991년부터 1996년 홍익대학교 서양화과를 다녔으며 1996-1998년도에는 서울의 ‘홍익 아트 스쿨’을 운영하였다. 1999년 독일 뒤셀도르프로 옮겨 2000년도 쿤스트아카데미 뒤셀도르프 과정을 시작하였으며 2003-2006기간에는 담당 교수인 마르쿠스 루퍼츠작가의 어시스턴트로 지내며 석사 과정을 이수하였다. 그 후 2007년 베를린으로 옮겨 현재까지 머물며 활동 중이다.

## 그룹전 경력
- 2006 "Clara’s Choice",  Neuhauser Kunstmühle, 짤츠부르크
- 2009 "Meister von Morgen", 갤러리에 게코(Galerie Gecko), 솔링겐

## 개인전 경력
- 2008 "화가 이광",  Cité de Internationale de Arts, 파리
- 2010 "환영의 탄생", 얀센 갤러리(Janzen Galerie), 부퍼탈
- 2012 "물" 손갤러리, 베를린

## 수상경력
- 2008  가나 갤러리 작가 레지던시 - Cité de Internationale de Arts, 파리